# Johann Wilhelm Karl Moritz
Johann Wilhelm Karl Moritz ( 21 de julio de 1797 - Colonia Tovar, 28 de octubre de 1866) fue un médico, botánico, y zoólogo alemán. Dedicó más de tres décadas a la investigación de la flora, sumamente rica, de las cordilleras andinas. Llegó a Venezuela en el año 1835, y allí residió todo el resto de su vida, exceptuando una visita a Alemania.

## Algunas publicaciones
- ernst Hampe, johann wilhelm karl Moritz. 1847. Ein Referat über di Columbischen Moose ( Una presentación a través del colombiano Moose). 98 pp.

## Eponimia
- (Acanthaceae) Adhatoda moritziana Nees in DC.[1]
- (Alstroemeriaceae) Bomarea moritziana Klotzsch ex Kunth[2]
- (Amaranthaceae) Froelichia moritziana Klotzsch ex Seub.[3]
- (Apocynaceae) Mandevilla moritziana (Müll.Arg.) Donn.Sm.[4]
- (Araceae) Monstera moritziana (Schott) Steyerm.[5]
- (Araceae) Rhodospatha moritziana (Schott) G.S.Bunting[6]
- (Asteraceae) Cacalia moritziana (Sch.Bip.) Kuntze[7]
- (Asteraceae) Centaurea moritziana Hegetschw.[8]
- (Asteraceae) Chromolaena moritziana (Sch.Bip. ex Hieron.) R.M.King & H.Rob.[9]
- (Balanophoraceae) Senftenbergia moritziana Klotzsch & H.Karst. ex Eichler[10]
- (Begoniaceae) Begonia moritziana Kunth & C.D.Bouché[11]
- (Brassicaceae) Draba moritziana Brügger[12]
- (Bromeliaceae) Hepetis moritziana (K.Koch & C.D.Bouché) Mez in C.DC.[13]
- (Gesneriaceae) Kohleria moritziana Bouché & Hanst.[14]
- (Malpighiaceae) Byrsonima moritziana Turcz.[15]
- (Marantaceae) Maranta moritziana Körn.[16]
- (Marattiaceae) Danaea moritziana C.Presl[17]
- (Melastomataceae) Tibouchina moritziana Cogn. in DC.[18]
- (Orchidaceae) Nigritella × moritziana Brügger ex Nyman[19]
- (Orchidaceae) Orchis moritziana Brügger[20]
- (Passifloraceae) Passiflora moritziana Planch. ex Triana & Planch.[21]
- (Phytolaccaceae) Rivina moritziana Klotzsch ex Moq.[22]
- (Polygalaceae) Bredemeyera moritziana Klotzsch ex Hassk.[23]
- (Rubiaceae) Cinchona moritziana (Klotzsch) H.Karst.[24]
- (Rubiaceae) Coussarea moritziana (Benth.) Standl.[25]
- (Sapindaceae) Serjania moritziana Schltdl.[26]
- (Verbenaceae) Lantana moritziana Otto & A.Dietr.[27]
- (Vittariaceae) Vittaria moritziana Mett.[28]